# Amphiascoides koltuni
Amphiascoides koltuni is een eenoogkreeftjessoort uit de familie van de Miraciidae. De wetenschappelijke naam van de soort is voor het eerst geldig gepubliceerd in 1977 door Chislenko.